# Wortelhaar

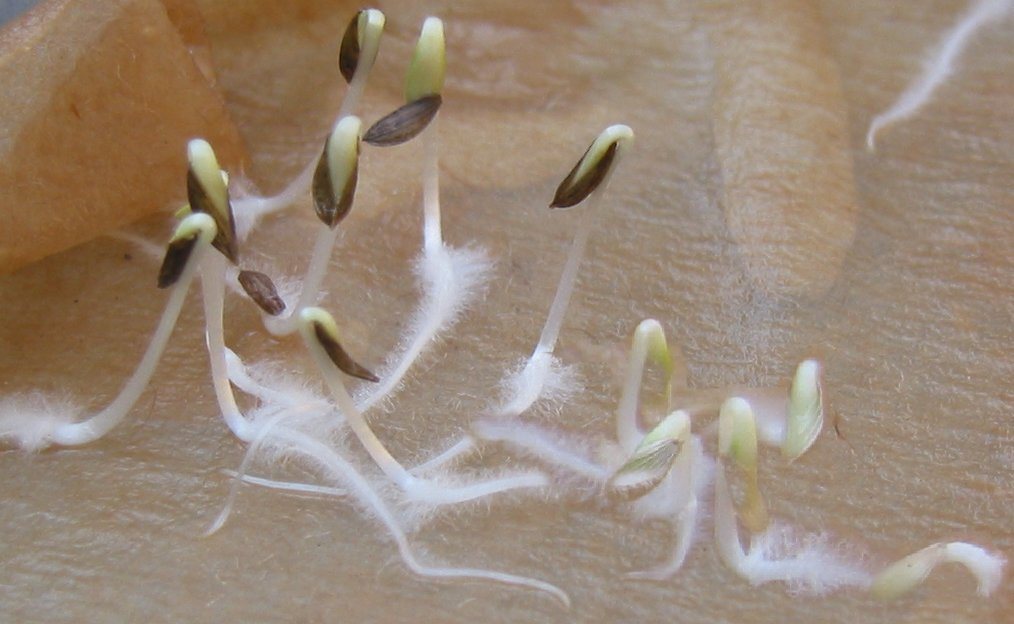
Wortelharen bij kiemende sla

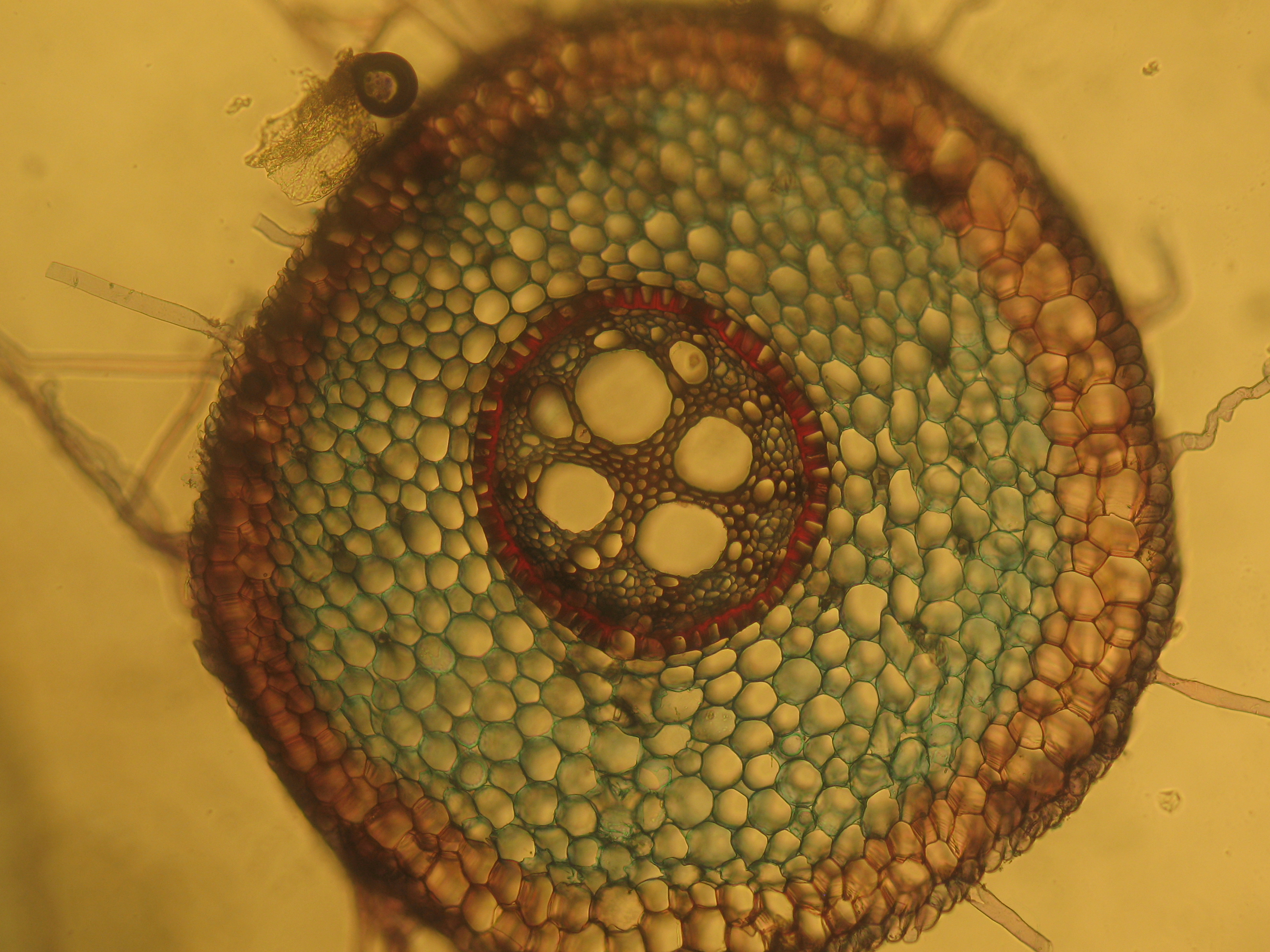
Wortelharen bij Iris germanica(dwarsdoorsnede wortel)

Een wortelhaar (pilus radicalis) of rizoïde wordt gevormd door de rhizodermis. Bij vele plantensoorten kunnen alle rhizodermiscellen wortelharen vormen, bij andere soorten vormen gespecialiseerde rhizodermiscellen (trichoblasten) de wortelharen. De wortelharen zijn lange, buisjesvormige structuren, die bijna loodrecht op de wortel staan en 5 - 17 micrometer in doorsnee en 80 - 1500 micrometer lang zijn. Ze hebben maar een beperkte levensduur en worden meestal niet ouder dan 3 - 9 dagen. Ze zijn dan ook meestal alleen bij de punt van een groeiende wortel te vinden. Bij sommige soorten echter, zoals sommige steppegrassen, enkele granen en tradescantia, blijven ze afhankelijk van de groeiomstandigheden over een grotere lengte levend. Via de wortelharen neemt de plant water en voedingsstoffen op.
Door de wortelharen wordt het oppervlak van de wortel sterk vergroot. Zo heeft een roggeplant bijvoorbeeld ongeveer 10 miljard wortelharen met een totale lengte van 10.000 km. De ondergrondse oppervlakte van de plantendelen is meestal groter dan de bovengrondse oppervlakte, wat gunstig is voor de waterhuishouding van de plant. De wortelharen zijn omgeven met een door de celwand gevormd koolhydraathoudend slijm, waardoor het contact met de omgeving intensiever verloopt.
In watercultuur worden door de meeste landplanten geen wortelharen gevormd, maar in vochtige lucht juist zeer lange.
Niet alle plantensoorten vormen wortelharen, zo ontbreken ze bij alle naaktzadigen. De bladeren van naaldhout bestaan uit naalden, waarbij het verdampingsoppervlak drastisch is teruggebracht.